# NGC 3998
NGC 3998 is een lensvormig sterrenstelsel in het sterrenbeeld Grote Beer. Het hemelobject werd op 14 april 1789 ontdekt door de Duits-Britse astronoom William Herschel. Net ten westen van NGC 3998 is het stelsel NGC 3990 te vinden.

## In de kom van deGrote steelpan
De stelsels NGC 3998 en NGC 3990 bevinden zich, vanaf de aarde gezien, in het zuidoostelijk gedeelte van de rechthoek gevormd door de sterren Dubhe, Merak, Phad, en Megrez, die de kom van het gemakkelijk herkenbare asterisme Grote steelpan (Big dipper) vormen.

## Synoniemen
- UGC 6946
- MCG 9-20-46
- ZWG 269.25
- PGC 37642